# Porządek kompozytowy

Porządek kompozytowy - głowica

Porządek kompozytowy – porządek architektoniczny wykształcony w architekturze starożytnego Rzymu. Łączył elementy porządku jońskiego i korynckiego. Podstawowe cechy wyróżniające go, to:
- ustawienie kolumny na piedestale
- ukształtowanie głowicy: górna jej część uformowana jest z ustawionych na przekątnych wolut zaczerpniętych z porządku jońskiego, poniżej koszyk z liści akantu.

Całość potraktowana jest rzeźbiarsko, należy do wzorców porządku korynckiego.